# Kahvisaari (ö i Päijänne-Tavastland, Lahtis, lat 61,28, long 26,45)
Kahvisaari är en ö i Finland. Den ligger i sjön Saarijärvi och i kommunen Heinola i den ekonomiska regionen  Lahtis ekonomiska region  och landskapet Päijänne-Tavastland, i den södra delen av landet, 150 km nordost om huvudstaden Helsingfors. Öns area är 0,2 hektar och dess största längd är 50 meter i sydväst-nordöstlig riktning.